# ReBirth (May J.のシングル)
『ReBirth』（リバース）は、May J.の7枚目のシングル。2015年2月25日にエイベックス・ミュージック・クリエイティヴ（rhythm zoneレーベル）よりリリースされた。

## 解説
2015年第1弾シングル。
収録曲の「ふたりのまほう」は、MBSテレビ・TBSテレビ・CBCテレビ・BS-TBSのテレビアニメ『ガンダム Gのレコンギスタ』の後期オープニング・テーマに、「Faith」はMay J.自身が作詞しており、バンダイナムコゲームスのゲームソフト『GOD EATER 2 RAGE BURST』のエンディング・テーマにタイアップ、「So Beautiful」はカネボウ化粧品『コフレドール』のCMソングと、4曲中3曲がタイアップされた。
シングルCDは、[通常盤] と [初回限定盤] に加え、[ガンダム Gのレコンギスタ Edition] と [GOD EATER 2 RAGE BURST Edition] の合計4形態に分かれている（が、後半4形態は「ふたりのまほう」と「Faith」しか収録されていない）。

## 収録曲
1. Wishes come true -咲き誇る花たちに- [4:41]
  - 作詞：渡辺なつみ ／ 作曲：佐伯youthK ／ 編曲：田中潤
2. ふたりのまほう [3:21]
  - 作詞：前田たかひろ ／ 作曲・編曲：菅野祐悟
  - MBS・TBS・CBC・BS-TBSアニメイズムB1『ガンダム Gのレコンギスタ』後期（第14話 - 第26話）オープニング・テーマ
3. Faith [4:41]
  - 作詞：May J. ／ 作曲：杉山勝彦 ／ 編曲：大島こうすけ
  - ゲームソフト『GOD EATER 2 RAGE BURST』エンディング・テーマ
4. So Beautiful [3:47]
  - 作詞：渡辺なつみ ／ 作曲・編曲：原一博 ／ 編曲：家原正樹
  - カネボウ化粧品『コフレドール』CMソング
5. Wishes come true -咲き誇る花たちに- [Off Vocal]
6. ふたりのまほう [Off Vocal]
7. Faith [Off Vocal]
8. So Beautiful [Off Vocal]

DVD（初回限定盤のみ）
1. Wishes come true -咲き誇る花たちに- [MUSIC VIDEO]
2. So Beautiful [MUSIC VIDEO]
3. My Sweet Dreams [MUSIC VIDEO]

## 楽曲の収録アルバム
- May J. W BEST 〜Original & Covers〜（#4）